# Chris Wingert
Chris Wingert (New York, 16 giugno 1982) è un ex calciatore statunitense, di ruolo difensore.

## Palmarès

### Club

#### Competizioni nazionali
- Campionato MLS: 1

Real Salt Lake: 2009

### Individuale
- Hermann Trophy: 1

2003